# Los duendes
«Los duendes» es una canción compuesta por el músico argentino Luis Alberto Spinetta, con letra de Roberto Mouro, interpretada por la banda Spinetta y los Socios del Desierto, incluida en el álbum homónimo de 1997, primero de la banda y 25º en el que tiene participación decisiva Spinetta. 
Spinetta y los Socios del Desierto fue un trío integrado por Marcelo Torres (bajo), Daniel Wirtz (batería) y Luis Alberto Spinetta (guitarra y voz).

## Contexto
El tema pertenece al álbum doble Spinetta y los Socios del Desierto, el primero de los cuatro álbumes de la banda homónima, integrada por Luis Alberto Spinetta (voz y guitarra), Marcelo Torres (bajo) y Daniel Wirtz (batería). El trío había sido formada en 1994 a iniciativa de Spinetta, con el fin de volver a sus raíces roqueras, con una banda de garaje. Los Socios ganaron una amplia popularidad, realizando conciertos multitudinarios en Argentina y Chile.
El álbum doble Spinetta y los Socios del Desierto ha sido considerado como una "cumbre" de la última etapa creativa de Luis Alberto Spinetta. El álbum fue grabado en 1995, pero recién pudo ser editado en 1997, debido a la negativa de las principales compañías discográficas, a aceptar las condiciones artísticas y económicas que exigía Spinetta, lo que lo llevó a una fuerte confrontación pública con las mismas y algunos medios de prensa.
El disco coincide con un momento del mundo caracterizado por el auge de la globalización y las atrocidades de la Guerra de Bosnia -sobre la cual el álbum incluye un tema-. En Argentina coincide con un momento de profundo cambio social, con la aparición de la desocupación de masas -luego de más de medio siglo sin conocer el fenómeno, la criminalidad -casi inexistente hasta ese momento-, la desaparición de la famosa clase media argentina y la aparición de una sociedad fracturada, con un enorme sector precario y marginado, que fue la contracara del pequeño sector beneficiado que se autodenominó como los "ricos y famosos".

## El tema
El tema es el tercer track del Disco 1 del álbum doble. El crítico Oscar Finkelstein incluye "Los duendes" dentro de un género particular: el rock spinettiano. Se trata de una canción rápida, apoyada en una base rítmica y armónica intencionalmente monótona, que contrasta con una bella melodía y el corte dinámico del estribillo. Cierra con un solo de guitarra distorsionado de Spinetta.
La letra de la canción fue escrita por Roberto Mouro. Habla de los duendes cotidianos que nos rondan: el duende del agua, el duende del aire, el duende del tiempo y el duende de las hojas:

No saben de enigmas,
ni miran atrás,
son solo una luz,
que atravesarás...
«Los duendes» (fragmento)

Mouro fue un amigo personal de Spinetta, que compuso también otras canciones incluidas por el Flaco en sus álbumes, como «El marcapiel» (Téster de violencia, 1988), «Oboi» (Don Lucero, 1989), «Panacea» (Pelusón of milk, 1991), «Holanda» (Spinetta y los socios del desierto, 1997), «Mundo disperso» (Silver Sorgo, 2001) y «Sinfín» (Pan, 2005). Comentando el aporte de Mouro en Silver Sorgo, Spinetta ha dicho:

Son "esas" letras las que Roby pone a funcionar, para que algo, entre los dos, se gatille.
Luis Alberto Spinetta

La figura del duende ha estado presente varias veces en la obra spinetteana. En el tema «Durazno sangrando», Spinetta había escrito "Dicen que en este valle, los duraznos son de los duendes". Una de las tres ilustraciones que Spinetta incluyó en el cuadernillo interno del álbum se titula "Duendes y hadas" y fue dibujado por Leo Aramburú. El último tema del álbum doble, es precisamente un fragmento titulado «Duende», en el que luego del fragmento musical aparece en la grabación un ruido, a modo de interferencia radioeléctrica. También hay referencias a los duendes en «Canción para Olga» y «Preso ventanilla» del álbum Un mañana (2008). En una entrevista de 2008 le preguntaron a Spinetta sobre la apelación recurrente a los duendes en sus obras y el músico contestó: "No tengo duendes, ¡pero tengo cinco nietos!".